# 黃修平
黃修平（英語：Adam Wong Sau Ping，1975年8月12日—）是一位香港電影導演、編劇。他於香港中文大學藝術系修讀期間到美國愛荷華大學作交換生，並開始拍片。作品有《當遇上奧雲》（2004）、《魔術男》（2007）、《狂舞派》（2013）、《哪一天我們會飛》（2015）、《狂舞派3》（2020）及《看我今天怎麽說》（2025）。2014年以《狂舞派》獲香港電影金像獎最佳新晉導演。

## 背景
黃修平早年在外婆位於土瓜灣的家居住，三歲移居觀塘，與父母一同生活。他畢業於觀塘月華街中華基督教會基法小學和英華書院（中一至中六），自小喜歡繪畫，中三年級開始參與校內的戲劇活動，1998年畢業於香港中文大學藝術系。入讀藝術系的原因出於其母校的傳統─參與藝術活動的畢業生不少都會選讀大學藝術課程；於是隨師兄一同修讀有關科目。他在大概十六、十七歲已受日本動畫大師宮崎駿影響，想當動畫師和電影導演。就讀大學二年級期間，他爭取到高分數，透過香港中文大學交換生計劃到愛荷華大學做交換生，並真正接觸電影製作。其時他拍了短片《魚》，寄回香港給同學陳心遙，參加香港藝術中心ifva比賽、得獎，從此展開他的導演生涯。畢業後跟大學同學陳心遙合組製作公司「目前映畫」，在日本311地震後為災民拍祝福短片。黃修平另一方面在香港理工大學設計學院及香港兆基創意書院任教媒體創作課程，也在香港公開大學當客席講師教授電影學科。
2008年，黃憑電影《魔術男》獲得第27屆香港電影金像獎「新晉導演」獎提名。及後在2013年及2014年，憑電影《狂舞派》獲得2014年第33屆香港電影金像獎「新晉導演」獎及第八屆香港電影導演會年度大獎「新晉導演」獎。2018年8月，與導演陳詠燊的訪談中表示最初作品《哪一天我們會飛》原是合拍片，因它太富殖民地色彩，根本過不了第一輪審批。公司珍惜創作自由，所以否決合拍片。自己亦不太嚮往拍大製作、千軍萬馬的電影。而2015年上映的《哪一天我們會飛》的劇本其實早在2010年寫成。同年9月，黃宣布拍攝成名作《狂舞派》續集，取名為《狂舞派3》。

## 電影作品
短片
- 1997年：《魚》[1]
- 1999年：《阿偉與婉芳》[1]
- 2000年：《燦若繁星》[1]
- 2009年：《風車》（收於雜錦片《月變月圓》）
- 2011年：《朋友》
- 2012年：《花椒 八角 咖啡豆》
- 2017年：《明天我》

長片
- 2004年：《當遇上奧雲》[1]（香港票房：HK$18,174）
- 2007年：《魔術男》[1]（香港票房：HK$260,866）
- 2013年：《狂舞派》[1]（香港票房：HK$13,646,417）
- 2015年：《哪一天我們會飛》（香港票房：HK$11,115,032）
- 2021年：《狂舞派3》（香港票房：HK$8,740,681）
- 2025年：《看我今天怎麼說》
- 待上映：《黑夜中行駛的火車》

演員
- 2014年：《點對點》 導賞員
- 2023年：《全個世界都有電話》飾演 日本廚師（客串）

## 電視劇作品
- 2014年：《廉政行動2014》第一集
- 2021年：《環顧日常》 海魚飛

## 電視廣告
- 2016年：惜食堂
- 2016年：八達通O!ePay《分手總要在Last Day》
- 2017年：宏利保險《現在說未來》

## 廣告短片
- 2016年：索尼《Missing Voice》
- 2017年：譚仔雲南米線《隊友》
- 2018年：HGC環球全域電訊《街貓食堂》
- 2022年：匯邦集團控股AGBA形象廣告《健康財富 一起擁有 （页面存档备份，存于）》

## 節目主持
- 2016年：《建築‧我城》

### 配音
- 《風起了》，堀越二郎，粵語公映版

## 外部連結
- 黃修平在香港影庫上的簡介